# Czesław Kieszkowski
Czesław Kieszkowski herbu Krzywda (ur. 1846, zm. 29 stycznia 1920) – polski urzędnik.

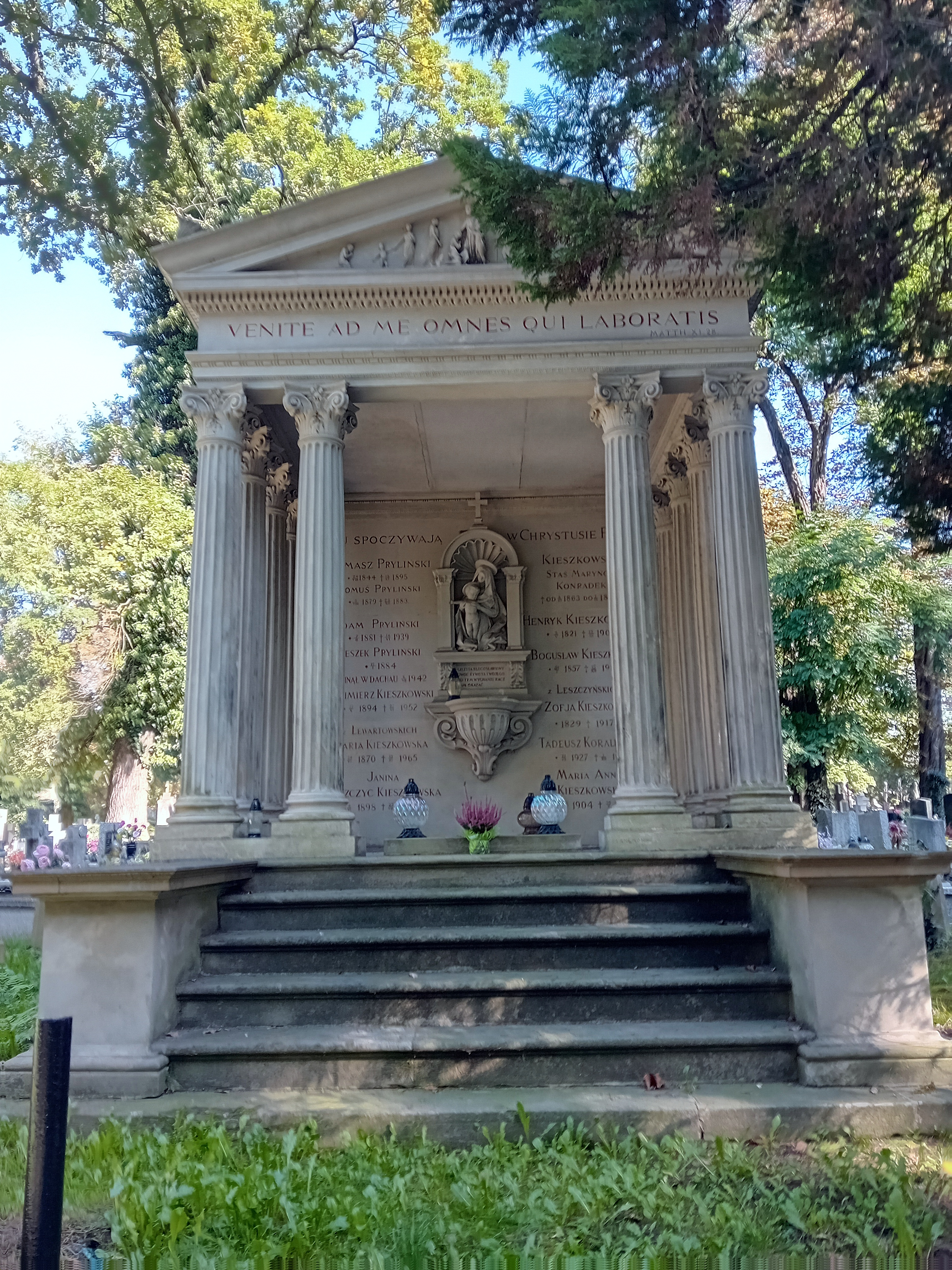
Grobowiec rodzinny

## Życiorys
Urodził się w 1846. Wywodził się z rodu Kieszkowskich herbu Krzywda. Wywodził się z rodu Kieszkowskich herbu Krzywda. Był praprawnukiem Kazimierza Kieszkowskiego, prawnukiem Antoniego Kieszkowskiego, wnukiem Stanisława Kieszkowskiego oraz synem Henryka Kieszkowskiego (1821-1905) i Zofii z domu Leszczyńskiej herbu Sas (1829-1917, córka Jana, właściciela majątku Turzepole). Był jednym z dziesięciorga ich dzieci (czworo zmarło w wieku niemowlęcym); jego rodzeństwem były siostry Helena (zamężna z architektem Tomaszem Prylińskim), Zofia (zamężna ze Stanisławem Chełmickim), Felicja oraz bracia Bogusław (1857–1912, oficer C. K. Armii, c. k. starosta), Jacek (1851-1900, dziedzic, oficer, urzędnik).
Podjął pracę w Towarzystwie Wzajemnych Ubezpieczeń w Krakowie (działał tam jego ojciec), gdzie od około 1871 był adiunktem w biurze ubezpieczeń na życie, od około 1872 do około 1880 buchalterem (początkowo w wydziale ubezpieczeń od ognia i gradu, potem w wydziale ubezpieczeń na życie), od około 1880 do około 1888 naczelnikiem rachunkowym w wydziale ubezpieczeń na życie, od około 1888 do około 1892 naczelnikiem biura i rachunków w wydziale ubezpieczeń na życie, a od około 1892 do około 1897 szefem wydziału ubezpieczeń na życie (i jednocześnie od około 1895 prokurentem).
Od około 1883 do około 1892 był członkiem rady nadzorczej (zawiadowczej) Banku Galicyjskiego dla Handlu i Przemysłu w Krakowie. Od około 1891 do około 1892 pełnił mandat radnego rady miejskiej w Krakowie.
Latem 1892 w prasie informowano o Czesławie Kieszkowskim jako o niefortunnym sprawcy chryji podhajeckiej, donosząc, że robił interesy w Podhajcach, po czym wyjechał do Warszawy celem działania w tamtejszym towarzystwie „Przezorność”. Pod koniec października 1897 ujawniono nieprawidłowości w Towarzystwie Wzajemnych Ubezpieczeń „Florianka” w Krakowie, po czym zawieszono podejrzewanego o dokonanie defraudacji i malwersacji finansowych Czesława Kieszkowskiego, który w tym czasie przebywał na urlopie na wsi pod Sanokiem. Wtedy powiązano sprawę z wskazywanymi już kilka lat wcześniej niejasnymi działaniami Kieszkowskiego na giełdzie. Wskazywano też na rolę dyrektora TWU, czyli Henryka Kieszkowskiego – ojca Czesława (wcześniej on także był obwiniony o defraudacje). Później donoszone jeszcze o innych zarzutach wobec Czesława Kieszkowskiego. W marcu 1899 donoszono, że Czesław Kieszkowski przebywa w Rumunii, gdzie miał być dyrektorem kopalń naftowych. Na początku 1900 opisywaną inną głośną sprawę z udziałem Cz. Kieszkowskiego, dotyczącą budowę toru kolejowego. W styczniu 1902 informowano, że Czesław Kieszkowski jest nadal poszukiwany przez sąd karny w Krakowie i prawdopodobnie przebywał wtedy we Włoszech. Po przeszło kilkunastu latach od zdefraudowania ponad 100 tys. koron (szkody pokrył jego ojciec i rada nadzorcza TWU) i od ucieczki za granicę, otrzymał list żelazny od C. K. Ministerstwa Sprawiedliwości, po czym w 1911 miał wrócić do Krakowa i złożyć przed sądem zeznania w sprawie. Ostatecznie pod koniec lipca 1911 złożył pierwsze zeznania przed sądem. W 1912 sprawą zajmowała się Prokuratoria Państwa.
W 1871 w Rymanowie poślubił Jadwigę Pietsch von Ritterschild. Miał dzieci: Jerzego (1872-1923, prawnik, historyk sztuki), Juliusza (ur. 1873, oficer ułanów C. K. Armii), Janinę (żona Walerego Łukaszewicza), Elżbietę, Zofię (żona Stanisława Madejewskiego), Stanisława (ur. 1879), Zygmunta (ur. 1881), Gustawa (ur. 1884, urzędnik TWU, oficer C. K. Armii i Wojska Polskiego), Jana Kazimierza (ur. 1888).
Zmarł 29 stycznia 1920. Został pochowany w grobowcu rodzinnym Prylińskich i Kieszkowskich na cmentarzu Rakowickim w Krakowie (kwatera IX, rząd południowy).